# Euonyma curtissima
Euonyma curtissima é uma espécie de gastrópode da família Subulinidae.
É endémica do Quénia.